# Aspach-le-Haut
Aspach-le-Haut là một xã thuộc tỉnh Haut-Rhin trong vùng Grand Est, đồng bắc Pháp. Xã này có diện tích 8,69 km², dân số năm 1999 là 1418 người. Khu vực này có độ cao trung bình 313 mét trên mực nước biển.